# Horné Saliby
Horné Saliby (maďarsky Felsőszeli) jsou obec na Slovensku v okrese Galanta. Žije zde přibližně 3 200 obyvatel. 

## Dějiny
Zmínky o obci se objevují v roce 1158, kdy je součástí Pannonhalmského opatství, pod názvem Zele. V 16. století patřila rodu Turzů, Báthoryů a v 17. století rodu Esterházů. Vídeňská arbitráž v roce 1938 přisoudila obec Maďarsku, kam patřila do roku 1945.
V červenci 1957 přicestoval do Československa vietnamský prezident Ho Či Min a navštívil mj. jednotné zemědělské družstvo v Horních Salibách. Při příležitosti výročí 60 let od této události byla v obci odhalena pamětní tabule.

## Stavby
V obci jsou dva kostely – klasicistní římskokatolický sv. Vavřince z roku 1775 a evangelický postavený v letech 1786–90. Hospodářský růst od roku 1938 umožnil vybudování termálního koupaliště a dalších novostaveb.

## Školy
- Základná škola s materskou školou, Hlavná 299
- Základná škola s materskou školou, Istvána Széchenyiho, s vyučovacím jazykom maďarským (maďarsky Széchenyi István Alapiskola és Óvoda Felsőszeli), Hlavná 299[6]